# Desire the Right

Escudo británico de las Malvinas con el lema

Desire the Right (en español: «Desea lo justo») es el lema utilizado por la administración británica en las Islas Malvinas, consideradas territorio británico de ultramar por el Reino Unido y reclamadas por Argentina. Hace referencia al Desire, el buque inglés del capitán John Davis que avistó las islas Malvinas en 1592 y que es considerado por los británicos el único descubridor de las islas.
El lema fue adoptado como el nombre de un partido político que abogaba por un acercamiento con Argentina, Desire the Right Party, que envió tres candidatos en las elecciones generales de las Islas Malvinas de 1989, sin ganar escaños.